# Loïc Loval
Loïc Loval-Landré (Longjumeau, 28 september 1981) is een Frans voormalig betaald voetballer van Guadeloupse afkomst die bij voorkeur in de aanval speelde. In juni 2007 debuteerde hij in het Guadeloups voetbalelftal.

## Biografie

### Jeugd
Loval werd geboren in de Parijse buitenwijk Longjumeau en groeide op in Evry. Zijn ouders scheidden op zijn vierde en op zijn elfde verhuisde hij met zijn moeder en stiefvader naar Guadeloupe, waar zijn ouders vandaan kwamen. Loval kon er niet aarden en had heimwee naar Frankrijk. Als speler van het nationale jeugdelftal van Guadeloupe speelde hij op een toernooi in Frankrijk toen verschillende clubs interesse toonden. Via via kreeg hij een contract bij FC Sochaux, na een tijd op een sportacademie in de buurt van Parijs te hebben gezeten. In Sochaux speelde hij samen met onder andere El Hadji Diouf, maar na een aantal jaar viel het team uit elkaar.

### Professionele carrière
Via Besançon en Valenciennes FC kwam de Fransman in België terecht, waar hij een proefwedstrijd speelde voor Cercle Brugge. Hij kon een contract tekenen, maar John van den Brom, destijds scout van De Graafschap, adviseerde hem het niet te doen en naar Nederland te komen. Zo kwam de aanvaller in 2003 naar Doetinchem. In zijn eerste seizoen kwam hij tot 25 wedstrijden en promoveerde hij met de club via de nacompetitie naar de Eredivisie. Na nog eens negentien wedstrijden vertrok de Fransman in 2005 naar Go Ahead Eagles.
In zijn eerste seizoen in Deventer werd de aanvaller clubtopscorer. Op 27 januari 2007 tekende hij een contract bij FC Utrecht, oorspronkelijk als middenvelder. Aangezien de club een spitsenprobleem had, kwam hij al gauw in de voorhoede terecht. De aanvaller tekende een nieuw contract tot 2011. Hij verruilde in augustus 2010 FC Utrecht voor Vannes OC, omdat hij vanwege privé-omstandigheden terug wilde naar zijn geboorteland. Hierna kwam hij uit voor FC Mulhouse en US Orléans. Loval beëindigde zijn loopbaan bij US Fleury-Mérogis.
In mei 2007 werd Loval geselecteerd voor het nationale elftal voor de CONCACAF Gold Cup in Amerika. Hij speelde daar samen met toenmalig FC Utrecht-ploeggenoot Franck Grandel.

## Statistieken
| Seizoen   | Club            | Wedstrijden | Doelpunten | Competitie           |
| --------- | --------------- | ----------- | ---------- | -------------------- |
| 2001-2002 | → Besançon RC   | 12          | 0          | Championnat National |
| 2002-2003 | Sochaux B       |             |            | CFA 2                |
| 2003/04   | De Graafschap   | 25          | 3          | Eerste divisie       |
| 2004/05   | De Graafschap   | 19          | 5          | Eredivisie           |
| 2005-2006 | Go Ahead Eagles | 30          | 11         | Eerste divisie       |
| 2006-2007 | Go Ahead Eagles | 21          | 4          | Eerste divisie       |
| 2006-2007 | FC Utrecht      | 12          | 1          | Eredivisie           |
| 2007-2008 | FC Utrecht      | 20          | 5          | Eredivisie           |
| 2008-2009 | FC Utrecht      | 32          | 3          | Eredivisie           |
| 2009-2010 | FC Utrecht      | 18          | 0          | Eredivisie           |
| 2010-2011 | FC Utrecht      | 1           | 0          | Eredivisie           |
| 2010-2011 | Vannes          | 19          | 3          | Ligue 2              |
| 2011-2012 | Vannes          | 23          | 10         | Championnat National |
| 2012-2013 | Mulhouse        | 17          | 2          | CFA                  |
| 2013-2014 | Orléans         | 10          | 3          | Championnat National |
| 2014-2015 | Orléans         | 8           | 0          | Championnat National |
|           | Totaal          | 157         | 50         |                      |

Bijgewerkt tot 24 mei 2015.